# Маковеево (Вологодская область)
Маковеево — деревня в Череповецком районе Вологодской области.
Входит в состав Воскресенского сельского поселения (с 1 января 2006 года по 8 апреля 2009 года входила в Дмитриевское сельское поселение), с точки зрения административно-территориального деления — в Дмитриевский сельсовет.
Расстояние до районного центра Череповца по автодороге — 90 км, до центра муниципального образования Воскресенского по прямой — 37 км. Ближайшие населённые пункты — Козлово, Новишки, Петропочинок.
По переписи 2002 года население — 1 человек.